# RSE : École de Montréal
 (septembre 2020).
L'École de Montréal de la Responsabilité sociale des entreprises est née en 2000 autour des travaux des membres de la Chaire de responsabilité sociale de l'UQAM et réunit des auteurs dont la réflexion se situe à cheval entre le monde anglo-saxon, souvent très attaché à la défense des valeurs entrepreneuriales, et la théorie continentale, qui ne recule pas devant la critique radicale de l’entreprise. Ces chercheurs issus de disciplines variées (droit, sociologie, gestion, comptabilité) ont d'emblée choisi une approche empirique. Ils ont travaillé sur les acteurs et leurs pratiques, sur les comportements des dirigeants (Gendron), les pratiques du commerce équitable (Gendron), les comportements des comptables en entreprise (Caron). Ils ont notamment développé les concepts de « nouveau mouvement social économique » (NMSE), de régulation hybride et d'entreprise institution. Ils travaillent actuellement[Quand ?] sur les nouvelles formes de régulation, l'économie des passifs, les mécanismes de divulgation de la performance extra-financière et sur la consommation et l'investissement socialement responsables.

## Publications
- Rose, Benoit, Les mouvements sociaux imposent aux entreprises de modifier leurs façons de faire, Le Devoir, 25 avril 2013
- Gendron, C. 2009. L'entreprise comme vecteur du progrès social Cahiers de la Chaire de Responsabilité sociale et de développement durable, Montréal, UQAM.
- Gendron, C. et al. 2009. Quel commerce équitable pour demain, Les Presses ÉCLM (Paris) et Écosociétés (Montréal)
- Gendron, C. 2006. Le développement durable comme compromis. La modernisation écologique de l’économie à l’ère de la mondialisation, Collection Pratiques et politiques sociales et économiques, Presses de l’Université du Québec
- Girard, B. 2011. Les Nouveaux Mouvements sociaux économiques au regard de l'histoire, RIODD, Luxembourg
- Turcotte, M.-F. B. et Pasquero, J. 2007. « L’industrie pharmaceutique et ses responsabilités sociales ». In Joseph J. Lévy et Catherine Garnier (dir.), La Chaîne du médicament – Perspectives multidisciplinaires, Sillery, QC : Presses de l’Université du Québec
- Labelle, F. et Pasquero, J. 2006. « Alcan et le paRTenalisme : les mutations d’un modèle de responsabilité sociale au cours du XXe siècle », Entreprises et Histoire, Paris
- Pasquero, J. 2006. Les ancrages institutionnels de la RSE en Amérique du Nord et la question de l’universalité du concept, Actes de l’Atelier intercontinental sur la Responsabilité sociale de l’entreprise « Faire avancer la théorie en RSE – Advancing Theory in CSR », Montréal
- Pasquero, J. 2005. La responsabilité sociale de l’entreprise comme objet des sciences de gestion : un regard historique. In M.-F. Turcotte et A. Salmon (dir.). Responsabilité sociale et environnementale de l’entreprise Sillery, QC : Presses de l’Université du Québec, pp. 80-111
- Pasquero, J. 2005. La responsabilité sociale de l’entreprise comme objet des sciences de gestion : le concept et sa portée. In M.-F. Turcotte et A. Salmon (dir.). Responsabilité sociale et environnementale de l’entreprise. Sillery, QC : Presses de l’Université du Québec, pp. 112-143
- M.-F. Turcotte et A. Salmon (dir.). Responsabilité sociale et environnementale de l’entreprise. Sillery, QC : Presses de l’Université du Québec
- Gendron, Corinne et Bernard Girard, Repenser la responsabilité sociale de l'entreprise, L'École de Montréal, Armand Colin, 2013